# Beatrice Straight
Beatrice Whitney Straight (* 2. August 1914 in Old Westbury, New York; † 7. April 2001 in Los Angeles, Kalifornien) war eine US-amerikanische Schauspielerin. Zu ihren bekanntesten Filmrollen zählen die Parapsychologin Dr. Lesh im Horrorfilm Poltergeist von 1982 sowie ihre Rolle in der Filmsatire Network, für die sie 1976 den Oscar als beste Nebendarstellerin erhielt.

## Leben

### Frühes Leben
Beatrice Straight wurde am 2. August 1914 als zweites von drei Kindern der wohlhabenden und angesehenen Whitney-Familie in Old Westbury geboren. Ihr Vater war der Bänker und Verleger Willard Dickerman Straight (1880–1918), ihre Mutter die Sozialaktivistin Dorothy Payne Whitney (1887–1968). Sie begann ihre Schauspielkarriere im Theater und debütierte 1935 in Bitter Oleander am Broadway in New York.

### Filmkarriere
Straight spielte ihre erste Filmrolle 1952 in Ein Fremder ruft an an der Seite von Gary Merrill. Es folgten weitere Nebenrollen in Filmen wie Geschichte einer Nonne sowie Gastauftritte in verschiedenen Fernsehserien.
1977 gewann sie einen Oscar als beste Nebendarstellerin in Network, obwohl sie darin nur 5 Minuten und 40 Sekunden zu sehen ist – der kürzeste Filmauftritt, der jemals mit einem Oscar ausgezeichnet wurde. Sie spielte hierin unter Regie von Sidney Lumet die Ehefrau von William Holdens Figur, die von ihrem Mann wegen einer jüngeren Frau verlassen wird.
1982 hatte Straight ihren wohl bekanntesten Filmauftritt in der Rolle der Parapsychologin Dr. Lesh im Horrorfilm Poltergeist, der hohe Einnahmen einspielen konnte und zwei Fortsetzungen nach sich zog.
Nach dem Erfolg von Poltergeist folgten einige weitere Nebenrollen in Fernsehserien und Filmen, ehe Straight 1991 mit Getäuscht an der Seite von Goldie Hawn ihren letzten Film drehte und sich anschließend mit 77 Jahren aus dem Filmgeschäft zurückzog.
Neben ihrer Filmkarriere wirkte Straight auch weiterhin an Theaterproduktionen mit und war unter anderem in Stücken von William Shakespeare, Henrik Ibsen oder Tennessee Williams zu sehen.

### Privatleben
Beatrice Straight war zweimal verheiratet. Von 1942 bis zur Scheidung am 24. Mai 1949 mit Louis Dolivet, mit dem sie einen Sohn hatte, der 1952 mit sieben Jahren bei einem Badeunfall auf einem Teich in Armonk ertrank. Ab dem 2. Juni 1949 war Straight in zweiter Ehe mit dem Schauspieler Peter Cookson († 1990) verheiratet. Das Paar hatte zwei Kinder, darunter der Regisseur und Drehbuchautor Tony Cookson. Sie lebte zuletzt in Beverly Hills. Am 7. April 2001 starb Beatrice Straight an einer Lungenentzündung im Alter von 86 Jahren in Los Angeles. Sie litt in ihren letzten Lebensjahren an der Alzheimer-Erkrankung. Straight wurde auf dem William Henry Lee Memorial Cemetery in New Marlborough im Bundesstaat Massachusetts bestattet.

## Filmografie (Auswahl)
- 1952: Ein Fremder ruft an (Phone Call from a Stranger)
- 1952: Love Story
- 1952: The Magnificent Failure
- 1956: Morgen trifft es dich (Patterns)
- 1959: Geschichte einer Nonne (The Nun’s Story)
- 1959–1960: Alfred Hitchcock Presents (Fernsehserie, zwei Folgen)
- 1962: Gnadenlose Stadt (Naked City) (Fernsehserie, eine Folge)
- 1964: Die Saat der Liebe (The Young Lovers)
- 1965: Preston & Preston (The Defenders) (Fernsehserie, eine Folge)
- 1966: Kobra, übernehmen Sie (Mission: Impossible) (Fernsehserie, eine Folge)
- 1973: The Borrowers
- 1976: Network
- 1977: The World of Darkness
- 1977: Wonder Woman (Fernsehserie, zwei Folgen)
- 1977: Tod an Bord (Killer on Board)
- 1979: The Promise
- 1979: Blutspur (Bloodline)
- 1980: Die Formel (The Formula)
- 1981: Endlose Liebe (Endless Love)
- 1982: Poltergeist
- 1982: King’s Crossing (Fernsehserie, zehn Folgen)
- 1983: Zwei vom gleichen Schlag (Two of a Kind)
- 1985: Robert Kennedy and His Times (TV-Miniserie, eine Folge)
- 1985: Chiller – Kalt wie Eis (Chiller)
- 1986: Power – Weg zur Macht (Power)
- 1988: Chefarzt Dr. Westphall (St. Elsewhere) (Fernsehserie, drei Folgen)
- 1988: Um jeden Preis (Run Till You Fall)
- 1990: Leute wie wir (People like us)
- 1991: Getäuscht (Deceived)